# 文楼村
文楼村（ぶんろうそん）は中華人民共和国河南省駐馬店市上蔡県蘆崗街道（旧・蘆崗郷）の村である。県城の西3kmにあり、エイズ感染状況により知られている。当地でエイズが広まった原因は、1990年代に河南省政府が「有償献血」を推し広め、いわゆる「血漿経済」を促進し、当地の居民を不潔な売血に導き、感染を引き起こしたためである。全村の3200余人の70％の人家にエイズ患者か感染者がいる。。

## 参考資料
1. ↑  文楼村之行